# Pył (skała)
Pył – niezlityfikowana skała okruchowa, zbudowana z ziaren o średnicy 0,01–0,06 mm. Zlityfikowany pył to pyłowiec, jednak termin ten jest rzadko stosowany, zastępowany najczęściej przez termin „mułowiec”. Pył w geologii inżynierskiej reprezentowany jest za pomocą symbolu π.
Według klasyfikacji gruntów nieskalistych mineralnych na podstawie normy PN-86/B-02480, pył to grunt drobnoziarnisty (d90 ≤ 2mm), mało spoisty (1% < Ip ≤ 10%), o zawartości frakcji:
- >2 mm (fp) – 0–30%,
- >0,5 mm (fπ) – 60–100%,
- >0,25 mm (fi) – 0–10%.

Według tej normy wielkość ziarn mieści się w przedziale od 0,05–0,002 mm.
W klasyfikacji gruntów według norm europejskich PN-EN ISO 14688-1 oraz PN-EN ISO 14688-2 pył jest drobnoziarnistym gruntem naturalnym o wielkości 0,063–0,002 mm.
Według normy BS 5930,1981 wielkość ziarn mieści się w przedziale od 0,06–0,002 mm.
| Nazwa frakcji | Wymiar cząstek [mm] | Symbol | Nazwa grupy gruntu |
| ------------- | ------------------- | ------ | ------------------ |
| pył           | >0,002 – 0,063      | Si     | drobnoziarniste    |
| pył gruby     | >0,02 – 0,063       | CSi    | drobnoziarniste    |
| pył średni    | >0,0063 – 0,02      | MSi    | drobnoziarniste    |
| pył drobny    | >0,002 – 0,0063     | FSi    | drobnoziarniste    |